# Oosterschelde (vaargeul)
De vaargeul Oosterschelde is een betonde vaargeul in de Oosterschelde in de provincie Zeeland. De vaargeul Oosterschelde loopt ongeveer vanaf de Zeelandbrug bij het knooppunt van de betonde vaargeulen Schaar van Colijnsplaat en het Engelsche Vaarwater, oostelijk naar een punt zuid van Tholen waar de aansluitingen met het Tholense Gat en het Lodijksche Gat zijn.
Het water is zout en heeft een getij.
De vaargeul Oosterschelde is te gebruiken voor schepen tot en met CEMT-klasse VIb.
De vaargeul Oosterschelde is onderdeel van het Nationaal Park Oosterschelde en valt binnen het Natura 2000-gebied Oosterschelde.